# Kentaro Oi
Kentaro Oi (født 14. maj 1984) er en japansk fodboldspiller, som spiller for den japanske fodboldklub Júbilo Iwata.